# Adam West
Adam West, geboren als William West Anderson (Walla Walla, 19 september 1928 – Los Angeles, 9 juni 2017) was een Amerikaans acteur, die bekendheid verwierf met zijn rol als Batman in de televisieserie Batman die van 1966-68 in de VS te zien was. Ook was hij de rol van burgemeester Adam West in Family Guy.

## Biografie
West behaalde zijn B.A. in literatuur aan Whitman College in Walla Walla. Hij kreeg vanaf 1950 kleinere rollen in televisieseries, en kreeg in Hawaï een rol in het kinderprogramma The Kini Popo Show, waarin hij later de hoofdrol zou spelen. In 1959 speelde hij naast Paul Newman in The Young Philadelphians, zijn eerste rol in Hollywood. Daarnaast kreeg hij diverse rollen in zowel televisiefilms en -series, als in films.
Hij werd door producent William Dozier opgemerkt toen hij in een televisiereclame voor Nestlé Captain Q speelde, een spion a-la James Bond. Dozier bood hem de rol van Bruce Wayne in de serie Batman.
De rol van James Bond in Diamonds Are Forever sloeg hij af. West was van mening dat Bond door een Britse acteur moest worden gespeeld.
West zou de rest van zijn carrière last blijven houden van wat in Nederland het swiebertje-effect wordt genoemd: hij kwam nooit meer echt los van de rol van Batman. Hij speelde hier echter op in door in veel latere films en televisieseries rollen gebaseerd op zijn eigen situatie te spelen; ofwel die van een (ietwat absurde of over the top) superheld, of een aan lager wal geraakt acteur die maar geen serieus werk kan krijgen omdat men hem zich blijft herinneren als ster van een bepaalde serie. In de Amerikaanse versie van de tekenfilmserie The Fairly OddParents bijvoorbeeld speelt Adam West de rol van Adam West, die op zijn beurt weer de rol van Catman speelt. Catman komt nooit uit zijn rol. Andere soortgelijke rollen vertolkte hij in Kim Possible, de comedyserie The King of Queens en Diagnosis Murder. Bovendien bleef hij buiten televisie en film om optreden als Batman.
Tussen 2000 en 2016 sprak West de stem in van burgemeester Adam West in de animatieserie Family Guy. De serie zelf wijst hier in de verhaallijnen niet op, omdat het een te vanzelfsprekende grap zou zijn.
In 2012 kreeg West een ster op de Hollywood Walk of Fame.
In 2017 overleed West aan leukemie. Hij werd 88 jaar oud.

## Filmografie

### Films
| - Voodoo Island (1957) - Ghost of the China Sea (1958) - The Young Philadelphians (1959) - The FBI Story (1959) - Geronimo (1962) - Tammy and the Doctor (1963) - Soldier in the Rain (1963) - Robinson Crusoe on Mars (1964) - The Outlaws Is Coming (1965) - Mara of the Wilderness (1965) - The Relentless Four (1965) - Batman (1966) - The Girl Who Knew Too Much (1969) - Hollywood Blue (documentaire, 1970) - The Marriage of a Young Stockbroker (1971) - Curse of the Moon Child (1972) - Partizani (1974) - The Specialist (1975) - Hardcore (1977) - Hooper (1978) - The Happy Hooker Goes Hollywood (1980) - One Dark Night (1983) - @#!*% Riders (1984) - Young Lady Chatterley II (1985) - Zombie Nightmare (1986) - Night of the Kickfighters (1988) - Doing Time on Planet Earth (1988) - Yellow Pages (1988) - Return Fire (1988) | - Omega Cop (1990) - Mad About You (1990) - Maxim Xul (1991) - The Best Movie Ever Made (1994) - The New Age (1994) - Not This Part of the World (1994) - Run for Cover (1995) - Race For Your Life: An Interactive Movie (1995) - The Clinic (1995) - The Size of Watermelons (1996) - Joyride (1996) - American Vampire (film) (1997) - Drop Dead Gorgeous (1999) - Séance (2001) - Nuclear Rescue 911 (2001) - From Heaven to @#!*% (2002) - BAADASSSSS! (2003) - Tales from Beyond (2004) - Monster Island (2004) - Stewie Griffin: The Untold Story (2005, direct-naar-dvd, stem) - Blue Harvest (2007, Grand Moff Tarkin) - Aloha, Scooby-Doo! (2005, direct-naar-dvd, stem) - Buckaroo: The Movie (2005) - Chicken Little (2005, stem) - Angels with Angles (2005) - Sexina: Popstar P.I. (2006) - Meet the Robinsons (2007, stem) - Ratko: The Dictator's Son (2007) - Super Capers (2009) |

Korte projecten
- Ride for Your Life (1995)
- Redux Riding Hood (1997) (stem)
- Batman: New Times (2005) (stem)

### Televisie
| - Perry Mason: The Case of the Barefaced Witness (1961) - The Detectives Starring Robert Taylor (1961–1962) - Perry Mason: The Case of the Bogus Books (1962) - Bewitched (1964) Darrin's friend Kermit - Batman (1966–1968) - Alexander the Great (1968, proefaflevering) - How I Got You (1969) - The Eyes of Charles Sand (1972) - Poor Devil (1973) - Shazam! (1974–1975, stem) - Nevada Smith (1975) - The New Adventures of Batman (1977–1978, stem) - Tarzan and the Super 7 (1978–1980, stem) - Legends of the Superheroes (1979) - For the Love of It (1980) - Warp Speed (1981) - Time Warp (1981) - I Take These Men (1983) - Ace Diamond Private Eye (1983, proefaflevering) - Super Friends: The Legendary Super Powers Show (1984–1985, stem) - The Super Powers Team: Galactic Guardians (1985–1986, stem) - The Last Precinct (1986, gestopt na 7 afleveringen) - Zorro (1990, aflevering The Wizard) - Lookwell (1991, niet verkochte pilot) - 1775 (1992, niet verkochte pilot) - Rugrats (1992, stem) - Batman: The Animated Series (1992, stem, aflevering Beware of the Grey Ghost) - The Ben Stiller Show (1992, guest star) - Danger Theatre (1993) - Space Ghost Coast to Coast (1994, zichzelf) | - The Simpsons (1994, 2002, stem) - The Adventures of Pete & Pete (1993–1996) - Goosebumps (1995, aflevering: Attack of the Mutant, als The Galloping Gazell) - Johnny Bravo (1997, stem) - The Wayans Bros (1997, zichzelf) - The Secret Files of the Spy Dogs (1998–1999, stem) - Histeria! (1999, stem) - The Fairly OddParents (recurring cast member, stem, zichzelf) - Family Guy (2000–2017, stem, zichzelf) - The Grim Adventures of Billy & Mandy (2001, stems) - Return to the Batcave: The Misadventures of Adam and Burt (2003) - Kim Possible (2003, aflevering The Fearless Ferret, stem) - Monster Island (2004) - Celebrity Deathmatch (1998–2001, 2005–2006, zichzelf) - The Drew Carey Show (2001) - Yes Dear (2004) - The Boondocks (2006, stem) - The King of Queens (2006, zichzelf) - George Lopez (2007) - Blue Harvest (2007, Grand Moff Tarkin) - 30 Rock (2009, zichzelf) - SpongeBob SquarePants (2010, stem, jonge Meerminman of 'Mermaid Man') - Funny or Die Presents (2011, zichzelf) - Batman: The Brave and the Bold (Thomas Wayne, aflevering "Chill of the Night!") (Proto, aflevering "The Plague of the Prototypes!") - The Super Hero Squad Show (2011, Nighthawk) - Jake and the Never Land Pirates (2011, Wise Old Parrot) - Transformers: Prime (2011) - The Big Bang Theory (2016, seizoen 9 aflevering 17, zichzelf) |

## Computerspel
- XIII: Generaal Carrington
- In Lego Batman 3: Beyond Gotham is Adam West een Character in Peril (personage in nood)